# Puente de Lata
El puente de Lata es un puente ferroviario metálico ubicado en la localidad española de Dúrcal, en la provincia de Granada. Fue trasladado desde el valle del arroyo de Gor, donde había sido levantado originalmente para servir a la línea Baza-Guadix. En la actualidad el puente se encuentra en buen estado de conservación, aunque sin uso ferroviario. 

## Historia

### Primera propuesta
Inicialmente la ubicación del puente fue en el pueblo de Gor. La construcción del puente de Gor se enmarca a su vez en la construcción de la línea Baza-Guadix por parte de la Compañía de Caminos de Hierro de Granada. La línea discurría por un terreno llano que solo implicaba superar los arroyos de Gor, El Grao y Baúl. Esto requirió de la construcción de tres puentes, de 250 m, 50 m y 150 m de luz respectivamente.
Para la construcción del viaducto de Gor, en 1890, se planteó un primer proyecto firmado por el abogado Neil Kennedy y posiblemente diseñados por el ingeniero mecánico James Livesey. Se eligió flanquear el arroyo aguas abajo del puente de la carretera Granada-Murcia, en un lugar de terreno escarpado y con una amplitud notable cercana a los 300 metros.
La propuesta técnica era innovadora en España, basada en un pórtico central de 134 metros de luz articulado en la clave y los arranques, completado con viaductos de viga continua en tres vanos sobre pilas metálicas de celosía. Un paro en el proyecto hizo que esta opción se descartase cuando se volvió a retomar el proyecto en 1904.

### Segunda propuesta y construcción

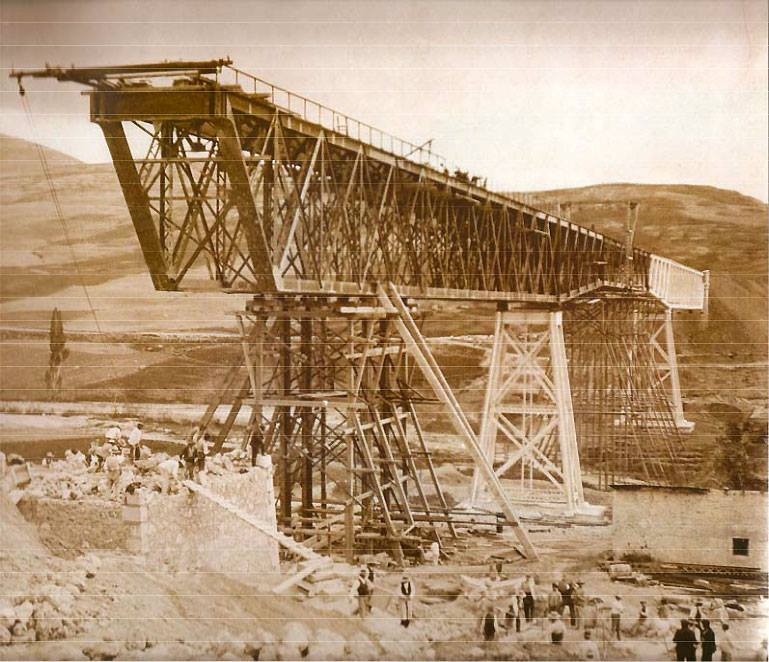
Construcción del puente de Gor, c. 1906. Fotografía de Gustavo Gillman.

En enero de 1904, el ingeniero Juan Cervantes junto con un equipo formado por los ingenieros José Moreno Ossorio, Stanislav Basinsky y Silvestre Fernández de la Somera presentan el diseño del viaducto que será llevado a cabo. En primer lugar se decide hacer una variante del trazado buscando un lugar más estrecho del valle para construir un puente basado en vigas rectas. En el momento de su construcción ya se conocía las malas características portantes del terreno y se adopta una solución basada en tres vanos y dos pilas. Esto hizo inviable la opción de viga continua por la gran distancia entre vanos, obligando a tomar un esquema estructural distinto basado en la técnica de puente grúa, puente consola o cantilever. Esto consiste en que, de forma simétrica, arrancan de los extremos dos vigas que quedan en voladizo pasando las dos pilas, soportándose luego sobre el voladizo un tramo central.
En la ejecución de la obra se utilizaron perfiles "doble T" de hierro laminado unidos por roblones, utilizando cruces de San Andrés en las vigas que debían soportar el tablero. Además se incluyeron dos grandes estribos de mampostería y hormigón y terraplenes en el acceso a sus extremos, lo cual hacía que el puente tuviera que soportar los empujes de los movimientos de tierras.
Poco antes de su inauguración, en diciembre de 1905 ya causa de filtraciones de agua en el terraplén de acceso por el lado de Baza, este comenzó a deslizar provocando un asiento de 40 cm en el estribo (muy alto para una estructura de estas características).
Tratando de salvar el puente se inició en los meses siguientes la construcción de una estructura provisional en madera que sustentaría los vanos metálicos mientras se extraía con bombas el agua en el terraplén y se trataba de asegurar el mismo. Finalmente, el terraplén deslizó de forma abrupta desde su base. A principios de febrero se consiguió demoler el estribo y en junio se había reconstruido. Además se aprovechó el periodo para realizar excavaciones en las pilas y estribos para analizar el terreno. El nuevo estribo de Baza se ideó con un tacón que contrarrestase el deslizamiento y un apoyo a mayor profundidad, pero no se contempló un drenaje. Recién terminado, el nuevo estribo volvió a inclinarse. Esto hizo desistir a la compañía, que proyectó un nuevo puente un kilómetro más arriba.

### Uso entre 1906 y 1912
A pesar de su peligrosidad, el puente entró en funcionamiento debido a la necesidad de salvar la única discontinuidad en toda la línea. Para ello, se hacía desmontar a los pasajeros y hacerles atravesar a pie el puente precediendo el tren para evitar víctimas mortales en caso de colapso. En 1909 el ingeniero Martín Gil escribía en su informe sobre el puente que el estribo había sufrido un movimiento horizontal de 3,6 metros, obligando a una serie de mamposteros a trabajar de forma continua demoliendo la fábrica para que el tablero del puente no sufriera esfuerzos o transmitiese a las pilas estos movimientos. En esta situación, en 1910 el ingeniero de caminos Silvestre Fernández de la Somera, inicia las obras para demoler y reconstruir la fábrica existente con mayores dimensiones que lograsen contrarrestar el peso del terraplén. Sin embargo las obras no se terminan por verse inviable estabilizar el estribo.

### Instalación en Dúrcal
En 1920, la Sociedad Anónima de Tranvías Eléctricos de Granada inicia la construcción de vías electrificadas entre Granada y Motril. Esta línea necesitaba cruzar el río Dúrcal y se planteó la compra y traslado del viaducto de Gor, abandonado ya por una década. Esta tarea se encargó a la empresa alemana Dormunde Union que desmontó las piezas y las reinstaló en su lugar actual el 18 de julio de 1923. Solo fue necesario aumentar la altura de las pilas (ejecutándose este alargamiento en hormigón pero imitando las celosías metálicas) y acortar los vanos. Estuvo en servicio hasta 1974 sin ninguna incidencia.

## Actualidad
El puente de Lata, como se conoce hoy día, se encuentra en perfecto estado de conservación en su localización última, siendo considerado un emblema monumental de Dúrcal.
En su antigua ubicación se pueden encontrar las obras de fábrica de los estribos y contraestribos, así como los basamentos de las pilas. Igualmente se pueden ver los terraplenes que han continuado sufriendo erosión y deslizamientos.

### Deportes

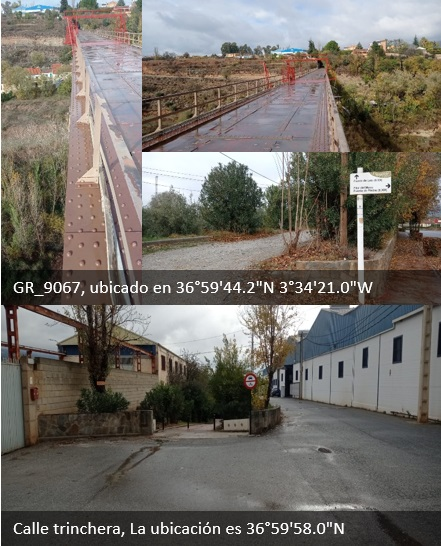
las entradas de acceso peatonal que tiene el puente.

Experimentar las emociones del deporte bungee jumping, goming o puenting con gomas elásticas en Granada, el icónico puente de Lata, ubicado en Dúrcal, es una forma de deporte de aventura que surgió en los años ochenta. Consiste en lanzarse desde un puente, solo sujeto por una cuerda elástica, Experimentar el bungee jumping en el puente de Lata en Dúrcal es una experiencia que te hace sentir una increíble sensación de libertad y adrenalina. Aunque dura poco, te desafía a mostrar tu valentía y coraje. En 2016, del 12 de julio, se prohibió esta actividad en Granada, pero ahora se puede retomar los saltos de bungee jumping en el puente de Lata en Dúrcal. Se recomienda precaución para personas con problemas cardíacos o nerviosos.
Podemos acceder al puente de lata a través de dos puntos: uno es mediante la GR_9067, ubicado en 36°59'44.2"N 3°34'21.0"W, con estacionamiento en el costado de la carretera nacional asfaltada. En el camino de tierra que se muestra en la foto, se indica la entrada hacia el puente de lata, aunque no se recomienda dejar el coche ahí.
La otra entrada se encuentra en el polígono industrial, específicamente en la calle Trinchera. Allí también hay amplio estacionamiento y un restaurante cercano. La ubicación es 36°59'58.0"N 3°34'37.6"W.
Teléfonos de contactos ayuntamiento de Dúrcal
Información Ayuntamiento Dúrcal:
| 958 780 013 |